# ماكرو الصورة (ميم)
ماكرو الصورة هو أكثر ميم انترنت شيوعاً حيث تظهر صورة يحتوي على نص في ال
أعلى والأسفل غالباً ما يكون مضحك.

نشأ المصطلح «ماكرو الصورة» في منتديات سمثنغ أوفول.
ابتداءً من عام 2007، انتشرت صور لولكات ميمات الماكرو المماثلة (شكل من أشكال ظاهرة الإنترنت(هي ثقافات أو صور أو مقاطع أو غيرها تنتشر على الأنترنت)